# Орденът на асасините (поредица)
„Орденът на асасините“ е наименованието на поредица романи, базирани на действия от серията компютърни игри „Assassin's Creed“ и написани от Оливър Боудън. Главни действащи лица в книгите са убийци, преследващи справедливост и отмъщение.
На български език са издадени всички десет книги (Ренесанс, Братството, Тайният кръстоносен поход, Прозрение, Възмездие и Черният флаг, Единство, Подземен свят, Произход-пустинна клетва и Одисея).

## Ренесанс
Ецио Аудиторе тръгва в търсене на отмъщение в името на несправедливо осъденото му семейство. Осъзнал безмилостта и коварността на предателите, той се присъединява към потайния Орден на асасините. Същевременно овладявайки изкуството на коравосърдечен боец, Ецио се оказва в омагьосания кръг на тогавашните политически интриги. По пътя към Флоренция се озовава в могъща конспирация, която дава тласък на дълга съпротива срещу неправдата.

## Братството
Борджия държат в свои ръце Вечния град. Всесилен векове наред, градът сега е обречен на разруха, обсипан с кръв, религиозни вражди и политически интриги. Целта на Цезаре Борджия, по-застрашителен дори и от баща си – Папата, е да сложи ръка над италианските земи. Подкрепен от Братството на асасините, Ецио Аудиторе се оказва единственият, притежаващ силата да премахне тиранията и даде свобода на хората.

## Тайният кръстоносен поход
Бащата на Марко Поло, Николо, най-после издава тайната, която пази цял живот, а именно историята за Алтаир, който е един от най-отличителните членове на Братството на асасините. Алтаир тръгва на тежка мисия, която го довежда до Светите земи, разкривайки му действителната значимост на Асасинския орден. За да докаже предаността си, той трябва да срази девет жестоки врагове, сред които и Робер дьо Сабле – водач на тамплиерите.

## Прозрение
Потайност, интриги и убийства. Свят, в който господстващите биха сторили всичко по своите сили, за да запазят надмощието си. Имащите властта да убиват имат и силата да дадат друг вид на света. В преследване отговорите на най-значимите въпроси, Ецио Аудиторе последва стъпките на учителя Алтаир. Така попада в Константинопол, чийто регион е застрашен от дестабилизация от армията на тамплиерите. Асасинът се втурва в решаваща битка.

## Възмездие
Действието се развива в Лондон, годината е 1735. Хайтам Кенуей си служи с меча още от детските си години. Неговият дом е нападнат, баща му е убит, а сестра му – похитена. Лишен от своето семейство, той расте под грижите на мистериозен учител, за да добие облика на смъртоносен боец. Воден от желанието си за отмъщение, Хайтам тръгва по пътя на възмездието. Обграден от интриги и предателства, той попада в центъра на вековната битка между асасини и тамплиери.

## Черният флаг
Едуард Кенуей е млад и безочлив. Роден в семейство на фермери, той винаги е мечтал за охолство и пътешествия.
Когато собствеността на родителите му е нападната и опожарена, той решава, че е време да напусне дома си. Скоро Едуард Кенуей се превръща в най-великия и опасен пират на своето време!
Алчността и предателството бележат неговия път. Заговор за смразяваща конспирация, която заплашва всичко най-скъпо за Едуард, изплува на повърхността. И той не може да устои на изкушението да потърси възмездие.
Скоро се оказва забъркан във вековна вражда между Тамплиерите и един още по-мистериозен орден – „Орденът на асасините“. Сега бъдещето му зависи от това коя страна ще избере.

## Единство
Роман по култовата компютърна игра Assassin's Creed: Unity
1789: Величественият Париж е в зората на Френската революция. Павираните улици почервеняват от кръвта на хората, изправили се пред деспотичната аристокрация. Но справедливата кауза на революцията изисква висока цена.
В тези времена, когато разделението между бедни и богати достига връхна точка и единството на народа се пропуква, млад мъж и жена се борят да отмъстят за всичко, което са загубили.
Скоро Арно и Елиз са въвлечени във вековната битка между асасини и тамплиери – свят, пълен с толкова смъртоносни опасности, че никой от тях не може да си ги представи.